# Stomoxyini
Stomoxyini es una tribu de moscas de la familia Muscidae.

## Géneros
- Bruceomyia Malloch, 1932[4]
- Haematobia Le Peletier & Serville, 1828
- Haematobosca Bezzi, 1907
- Neivamyia Pinto & Fonseca, 1930[1]
- Parastomoxys Zumpt, 1973[4]
- Prostomoxys Zumpt, 1973[4]
- Rhinomusca Malloch, 1932[4]
- Stomoxys Geoffroy, 1762
- Stygeromyia Austen, 1907[4]